# Santiago Vernazza
Júlio Carlos Santiago „Ghito“ Vernazza (* 26. August 1928 in Buenos Aires, Argentinien; † 12. November 2017) war ein argentinischer Fußballspieler, der in seiner Heimat mit CA River Plate mehrfach Meister wurde und später in Italien bei der US Palermo, der AC Mailand und bei Lanerossi Vicenza spielte.

## Karriere

### Vereinskarriere
Santiago Vernazza spielte die ersten Jahre seiner aktiven Laufbahn als Fußballspieler beim Verein Club Atlético Platense, einem Verein im Ballungsraum Buenos Aires, der damals in der erstklassigen Primera División zu finden war. Für Platense machte Vernazza zwischen 1947 und 1951 109 Partien im Ligabetrieb und erzielte darin 53 Treffer. Meist sprangen für Vernazza und Platense Ergebnisse im Mittelfeld der Liga heraus, einzig in der Saison 1949 wurde man Dritter hinter Meister Racing Avellaneda und CA River Plate. Zu eben jenem Verein wechselte Santiago Vernazza zur Saison 1951, was für den Angreifer die erfolgreichste Periode seiner Laufbahn zur Folge hatte. Im Trikot von River Plate spielte er mit anderen argentinischen Fußballgrößen der damaligen Zeit zusammen, wie etwa Ángel Labruna, Félix Loustau, Amadeo Carrizo und Norberto Yácono. Zwischen 1952 und 1956 gewann Santiago Vernazza mit River Plate viermal die Meisterschaft von Argentinien, wobei nur zwei Spielzeiten in diesen Jahren nicht als Erster beendet wurden. In seiner ersten Saison bei den Millonarios, wie River Plate aufgrund seiner teuren Spielerkäufe genannt wurde, wurde Vernazza zudem Torschützenkönig mit 22 Treffern. Insgesamt kam Vernazza während seiner Zeit bei River Plate auf 72 Torerfolge in 154 Ligaspielen.
Im Winter 1956/57 wechselte er nach Europa in die italienische Serie A und schloss sich dem Aufsteiger US Palermo aus Sizilien an. Dieser kämpfte schon seit Saisonbeginn gegen den Abstieg und konnte diesen auch nach der Verpflichtung von Santiago Vernazza nicht mehr verhindern. Am Ende der Serie A 1956/57 musste Palermo mit nur 22 Zählern und acht Punkten Rückstand auf einen Nichtabstiegsplatz in die Serie B, die zweithöchste italienische Liga, absteigen. Dort gelang in den folgenden Jahren nicht direkt der Wiederaufstieg. Erst 1959 konnte sich die Mannschaft wieder für die Serie A qualifizieren, als in der Serie B ein zweiter Platz, einzig hinter Atalanta Bergamo, belegt wurde. Santiago Vernazza wurde in der Zweitligasaison 1958/59 mit 19 Toren Torschützenkönig der Liga. Nach dem Aufstieg zeigten aber weder Vernazza noch die Mannschaft der US Palermo erstligataugliche Leistungen und man musste den direkten Wiederabstieg verkraften.
Nach dem Abstieg mit Palermo verließ Santiago Vernazza Sizilien und schloss sich der AC Mailand an, bei dem er eine Saison spielte. Mit den Rossoneri belegte Vernazza, der auf der Position eines Angreifers agierte, den zweiten Rang in der Serie A mit vier Punkten Rückstand auf Juventus Turin. Santiago Vernazza absolvierte 29 Ligaspiele im Trikot der AC Mailand und erzielte dabei 14 Tore, was ihm den achten Platz in der Liste der besten Torschützen der Serie A 1960/61 einbrachte. Trotz seines Stammplatzes in der Mannschaft von Trainer Nereo Rocco verließ Vernazza Mailand im Sommer 1961 nach nur einem Jahr wieder und ging nach Vicenza zum örtlichen Erstligisten Lanerossi Vicenza. Der Klub erlebte in den 1960er- und 70er-Jahren auch durch die finanzielle Unterstützung durch den Wollwarenkonzern Lanerossi die erfolgreichste Periode der Vereinsgeschichte mit fast ständiger Erstligazugehörigkeit. Santiago Vernazza spielte von 1961 bis 1963 im Stadio Romeo Menti zu Vicenza Fußball und kam in dieser Zeit auf 30 Ligapartien mit drei Toren, für einen Stürmer eine weniger erfreuliche Quote. Nachdem er mit Lanerossi Vicenza zwei Jahre in Folge Platzierungen im Mittelfeld der Serie A erreicht hatte, beendete Vernazza nach Ablauf der Saison 1962/63 im Alter von 35 Jahren seine Laufbahn als Fußballspieler.
Nach dem Ende seiner Karriere kehrte Santiago Vernazza in seine argentinische Heimat zurück und lebte in Buenos Aires. Als er im April 2009 nach Palermo zurückkehrte, erhielt Vernazza im Vorfeld des Serie-A-Spiels der US Palermo gegen den FC Turin ein offizielles Trikot des Klubs mit seinem Namen als Anerkennung für seine Leistungen als Spieler.

### Nationalmannschaft
Zwischen 1950 und 1955 wurde Santiago Vernazza in sechs Länderspielen der argentinischen Nationalmannschaft eingesetzt. Dabei schoss er ein Tor. Die Teilnahme an einer Fußball-Weltmeisterschaft war ihm wie vielen argentinischen Fußballkönnern seiner Generation verwehrt geblieben, da zunächst der Zweite Weltkrieg zwischen 1938 und 1950 kein Weltchampionat zuließ und sich Argentinien in der Folge erst 1958 wieder für eine Fußball-Weltmeisterschaft qualifizierte. An dieser hätte Santiago Vernazza ob seiner Leistungen sicher teilnehmen können, sein Engagement in Italien machte weitere Länderspiele jedoch unmöglich, da Legionäre in der Nationalmannschaft zur damaligen Zeit nicht gern gesehen waren. 1955 gehörte er beim Gewinn der Campeonato Sudamericano zum argentinischen Aufgebot und kam während des Wettbewerbs als Einwechselspieler zu zwei Einsätzen.

## Erfolge
- Argentinischer Meister: 4×

1952, 1953, 1955, 1956
- Torschützenkönig der Primera División: 1×

1951 mit 19 Treffern
- Torschützenkönig der Serie B:

1958/59 mit 19 Treffern
- Copa Dr. Carlos Ibarguren: 1×

1952